# Les portes tournantes
Les portes tournantes é um filme de drama canadense de 1988 dirigido e escrito por Francis Mankiewicz. Foi selecionado como representante do Canadá à edição do Oscar 1989, organizada pela Academia de Artes e Ciências Cinematográficas.

## Elenco
- Monique Spaziani - Céleste
- Gabriel Arcand - Madrigal Blaudelle
- Miou-Miou - Lauda
- François Méthé - Antoine
- Jacques Penot - Pierre Blaudelle
- Françoise Faucher - Simone Blaudelle
- Jean-Louis Roux - Monsieur Blaudelle
- Rémy Girard - Monsieur Litwin
- Rita Lafontaine - Madame Beaumont
- Hubert Loiselle - Monsieur Beaumont
- Papa John Creach - John Devil